# SønderjyskE Ishockey
SønderjyskE Ishockey je oddíl ledního hokeje dánského sportovního klubu SønderjyskE (Sønderjysk Elitesport) z města Vojens, který hraje Metal Ligaen (dánskou hokejovou ligu).
Klub byl založen roku 1963 (jako Vojens Ishockey Klub). Jejich domovským stadionem je Vojens Skøjtehal s kapacitou 2300 lidí.